# Burg Unterschneidheim
Die Burg Unterschneidheim ist eine abgegangene mittelalterliche Burg nordöstlich der Kirche links der Sechta in dem Dorf Unterschneidheim, der Gemeinde Unterschneidheim im Ostalbkreis in Baden-Württemberg.
Urkundlich wird die Burg in Unterschneidheim 1384, 1427, 1431 genannt und 1466 wird ein „Schloss an der Sechtach“ genannt. Der Ortsadel wird im 13. und 14. Jahrhundert genannt. Als Besitzer werden auch die Herren von Geislingen genannt.
Der rechteckige ursprünglich 4 Meter hohe Burghügel mit einer Grabenbreite von 18 Meter ist heute überbaut.